# ريغوبيرتو غوزمان
ريغوبيرتو غوزمان (بالإسبانية: Rigoberto Guzmán)‏ هو لاعب كرة قدم ومدرب كرة قدم سلفادوري في مركز الوسط، ولد في 11 يونيو 1932 في اتيكيزايا ‏ في السلفادور، وتوفي في 22 يونيو 2014 في السلفادور. شارك مع منتخب السلفادور لكرة القدم. أما مع النوادي، فقد لعب مع يوفنتود أولمبيا ميتاليو ‏.

## وصلات خارجية
- ريغوبيرتو غوزمان على موقع قاعدة بيانات كرة القدم.إي يو (الإنجليزية)
- ريغوبيرتو غوزمان على موقع أوليمبيديا (الإنجليزية)